# Skateboard under sommer-OL 2020 - Street (damer)
Street  for damer  blev arrangeret i Ariake Urban Sports Park den 26. juli 2021.

## Resultater

### Semifinale
| Nr. | Heat | Utøver            | Nasjon       | Løp  | Løp  | Triks | Triks | Triks | Triks | Triks | Totalt |
| Nr. | Heat | Utøver            | Nasjon       | 1    | 2    | 1     | 2     | 3     | 4     | 5     | Totalt |
| --- | ---- | ----------------- | ------------ | ---- | ---- | ----- | ----- | ----- | ----- | ----- | ------ |
| 1   | 3    | Funa Nakayama     | Japan        | 1.40 | 4.66 | 0.00  | 5.21  | 0.00  | 4.50  | 0.00  | 15.77  |
| 2   | 3    | Momiji Nishiya    | Japan        | 3.15 | 3.20 | 0.00  | 4.05  | 0.00  | 4.62  | 3.53  | 15.40  |
| 3   | 4    | Rayssa Leal       | Brasilien    | 3.29 | 2.01 | 2.82  | 0.00  | 3.37  | 3.20  | 5.05  | 14.91  |
| 4   | 2    | Roos Zwetsloot    | Holland      | 1.00 | 3.71 | 2.80  | 2.53  | 2.93  | 4.04  | 0.00  | 13.48  |
| 5   | 2    | Aori Nishimura    | Japan        | 2.97 | 3.01 | 0.00  | 0.00  | 0.00  | 3.00  | 3.84  | 12.82  |
| 6   | 4    | Zeng Wenhui       | Kina         | 1.66 | 2.42 | 4.92  | 0.00  | 3.31  | 0.00  | 0.00  | 12.31  |
| 7   | 2    | Margielyn Didal   | Filippinerne | 1.71 | 2.77 | 3.01  | 0.00  | 3.02  | 0.00  | 3.22  | 12.02  |
| 8   | 4    | Alexis Sablone    | USA          | 1.81 | 1.13 | 2.70  | 4.20  | 3.06  | 0.00  | 0.00  | 11.77  |
| 9   | 4    | Leticia Bufoni    | Brasilien    | 2.21 | 2.58 | 2.62  | 2.20  | 2.81  | 0.00  | 2.90  | 10.91  |
| 10  | 3    | Pamela Rosa       | Brasilien    | 1.25 | 3.57 | 2.82  | 0.00  | 0.00  | 0.00  | 2.42  | 10.06  |
| 11  | 4    | Lore Bruggeman    | Belgien      | 3.43 | 3.40 | 1.21  | 1.23  | 0.00  | 0.00  | 0.00  | 9.27   |
| 12  | 1    | Keet Oldenbeuving | Holland      | 2.22 | 2.14 | 2.01  | 2.33  | 0.00  | 0.00  | 0.00  | 8.70   |
| 13  | 1    | Mariah Duran      | USA          | 1.52 | 1.42 | 0.00  | 0.00  | 0.00  | 0.00  | 5.01  | 7.95   |
| 14  | 1    | Asia Lanzi        | Italien      | 1.31 | 1.20 | 1.13  | 0.00  | 1.93  | 1.23  | 1.66  | 6.13   |
| 15  | 1    | Andrea Benítez    | Spanien      | 1.94 | 1.81 | 0.00  | 0.40  | 0.00  | 0.70  | 1.51  | 5.96   |
| 16  | 2    | Hayley Wilson     | Australien   | 0.93 | 3.31 | 0.00  | 0.00  | 0.00  | 0.00  | 1.10  | 5.34   |
| 17  | 3    | Charlotte Hym     | Frankrig     | 1.31 | 1.00 | 1.82  | 0.00  | 0.00  | 1.01  | 1.20  | 5.34   |
| 18  | 2    | Julia Brueckler   | Østrig       | 1.10 | 0.71 | 1.80  | 0.00  | 0.00  | 0.00  | 1.49  | 5.10   |
| 19  | 1    | Annie Guglia      | Canada       | 0.86 | 0.63 | 0.65  | 0.81  | 0.00  | 0.40  | 1.03  | 3.35   |
| 20  | 3    | Alana Smith       | USA          | 0.46 | 0.39 | 0.40  | 0.00  | 0.00  | 0.00  | 0.00  | 1.25   |

### Finale
| Nr.                              | Udøvere         | Nation       | Løb  | Løb  | Trick | Trick | Trick | Trick | Trick | Totalt |
| Nr.                              | Udøvere         | Nation       | 1    | 2    | 1     | 2     | 3     | 4     | 5     | Totalt |
| -------------------------------- | --------------- | ------------ | ---- | ---- | ----- | ----- | ----- | ----- | ----- | ------ |
| 1                                | Momiji Nishiya  | Japan        | 3.02 | 2.91 | 0.00  | 0.00  | 4.15  | 4.66  | 3.43  | 15.26  |
| 2. plads, sølvmedaljemodtager(e) | Rayssa Leal     | Brasilien    | 2.94 | 3.13 | 0.00  | 3.91  | 4.21  | 3.39  | 0.00  | 14.64  |
| 3                                | Funa Nakayama   | Japan        | 2.62 | 2.67 | 0.00  | 5.00  | 0.00  | 4.20  | 0.00  | 14.49  |
| 4                                | Alexis Sablone  | USA          | 2.52 | 2.01 | 4.03  | 0.00  | 5.01  | 0.00  | 0.00  | 13.57  |
| 5                                | Roos Zwetsloot  | Holland      | 3.34 | 3.80 | 4.12  | 0.00  | 0.00  | 0.00  | 0.00  | 11.26  |
| 6                                | Zeng Wenhui     | Kina         | 2.13 | 2.60 | 0.00  | 4.93  | 0.00  | 0.00  | 0.00  | 9.66   |
| 7                                | Margielyn Didal | Filippinerne | 2.33 | 2.22 | 0.00  | 2.97  | 0.00  | 0.00  | 0.00  | 7.52   |
| 8                                | Aori Nishimura  | Japan        | 0.46 | 3.46 | 0.00  | 3.00  | 0.00  | 0.00  | 0.00  | 6.92   |